# 萨尔察塔尔
萨尔察塔尔（德語：Salzatal）是德国萨克森-安哈尔特州的一个市镇。总面积109.37平方公里，总人口12469人，其中男性6193人，女性6276人（2011年12月31日），人口密度114人/平方公里。